# Centruroides navarroi
Espèce
Centruroides navarroi est une espèce de scorpions de la famille des Buthidae.

## Distribution
Cette espèce est endémique de la province de Holguín au Cuba. Elle se rencontre vers Moa.

## Description
Le mâle holotype mesure 47,75 mm, le mâle paratype 36,9 mm et les femelles de 33,9 à 39,6 mm.

## Étymologie
Cette espèce est nommée en l'honneur de Nils Navarro Pacheco.

## Publication originale
- Teruel, 2001 : « Tres nuevas especies de Centruroides (Scorpiones: Buthidae) de Cuba. » Revista Ibérica de Aracnología, no 3, p. 93-107 (texte intégral).